# 马纳罗拉

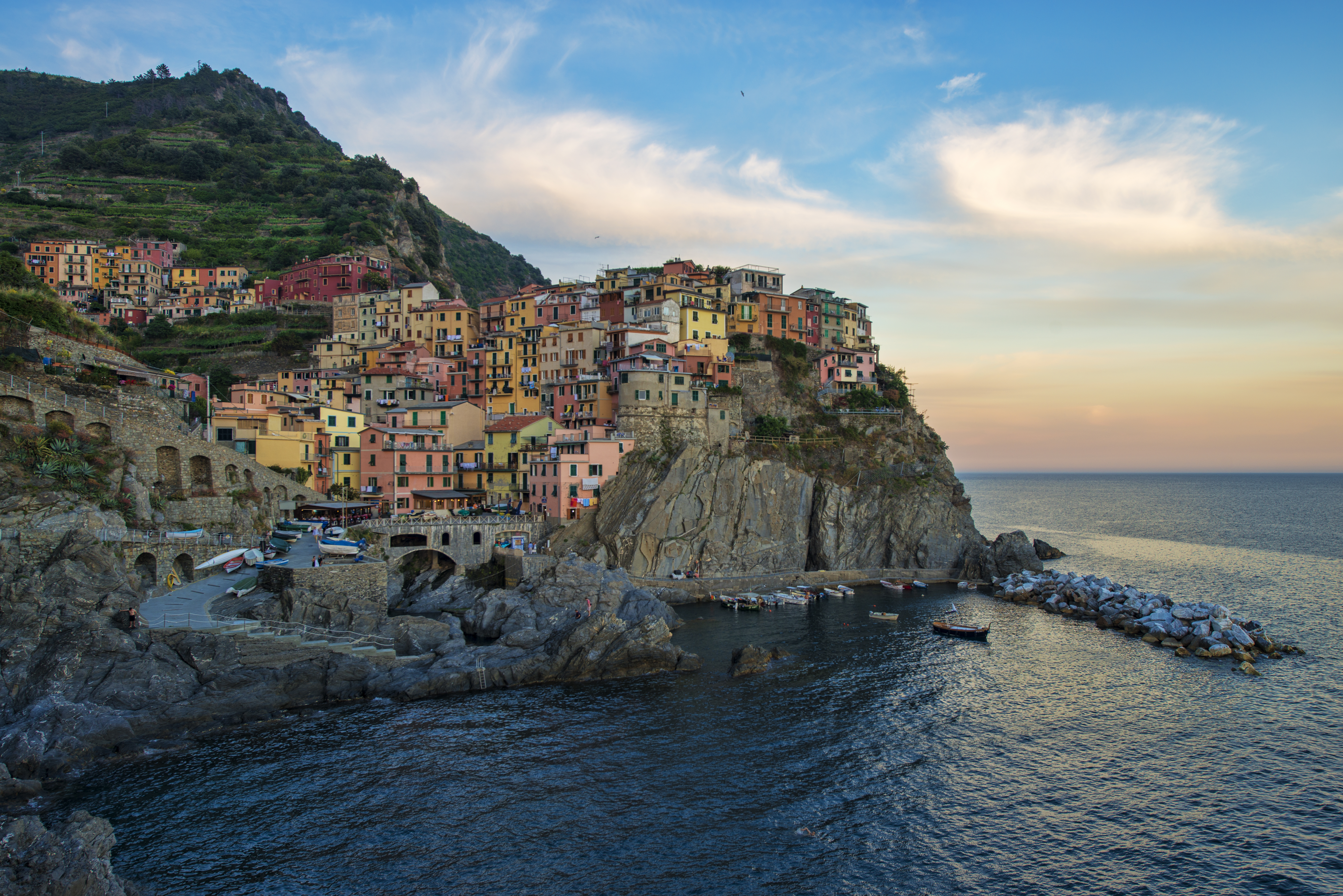
马纳罗拉

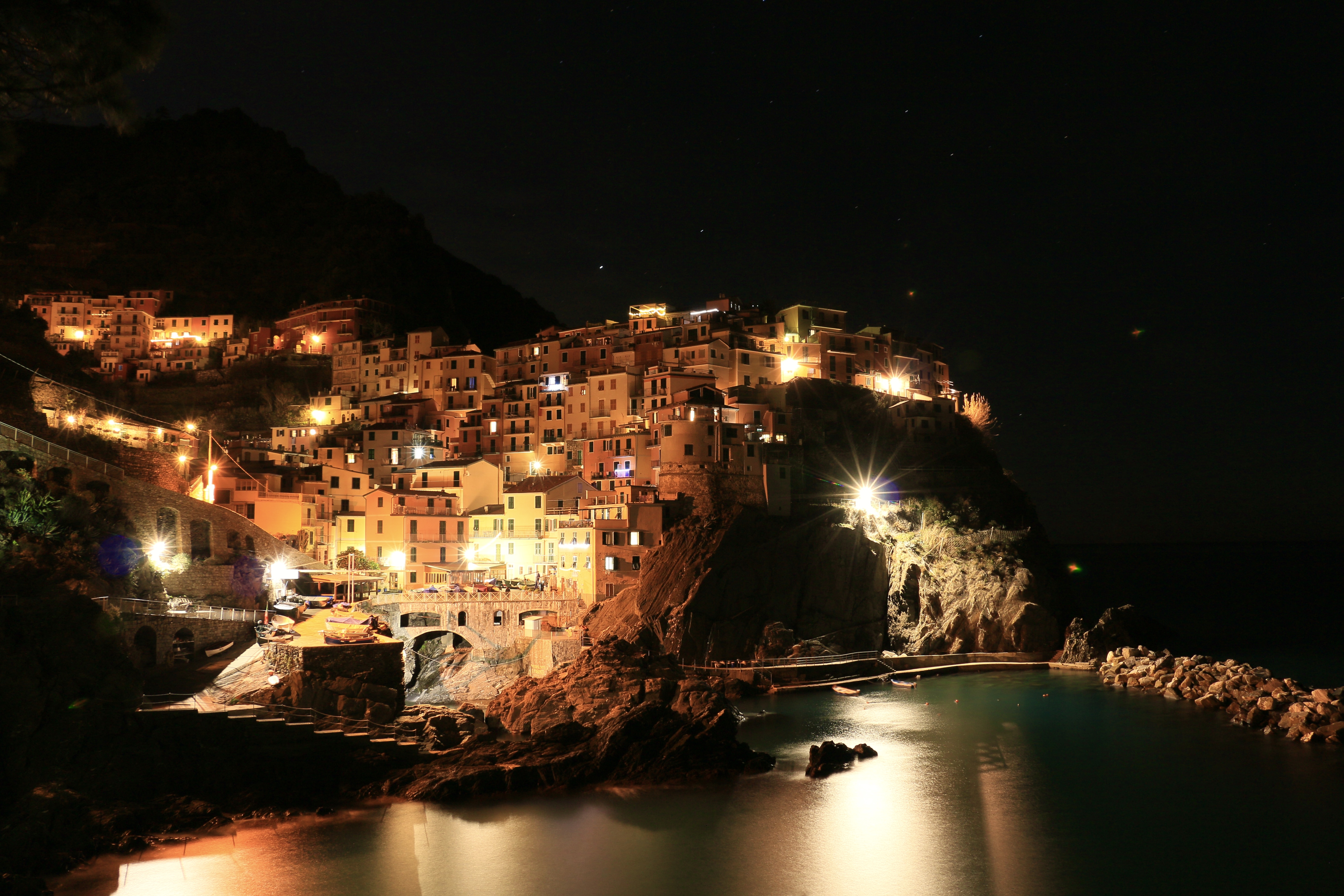
马纳罗拉夜景

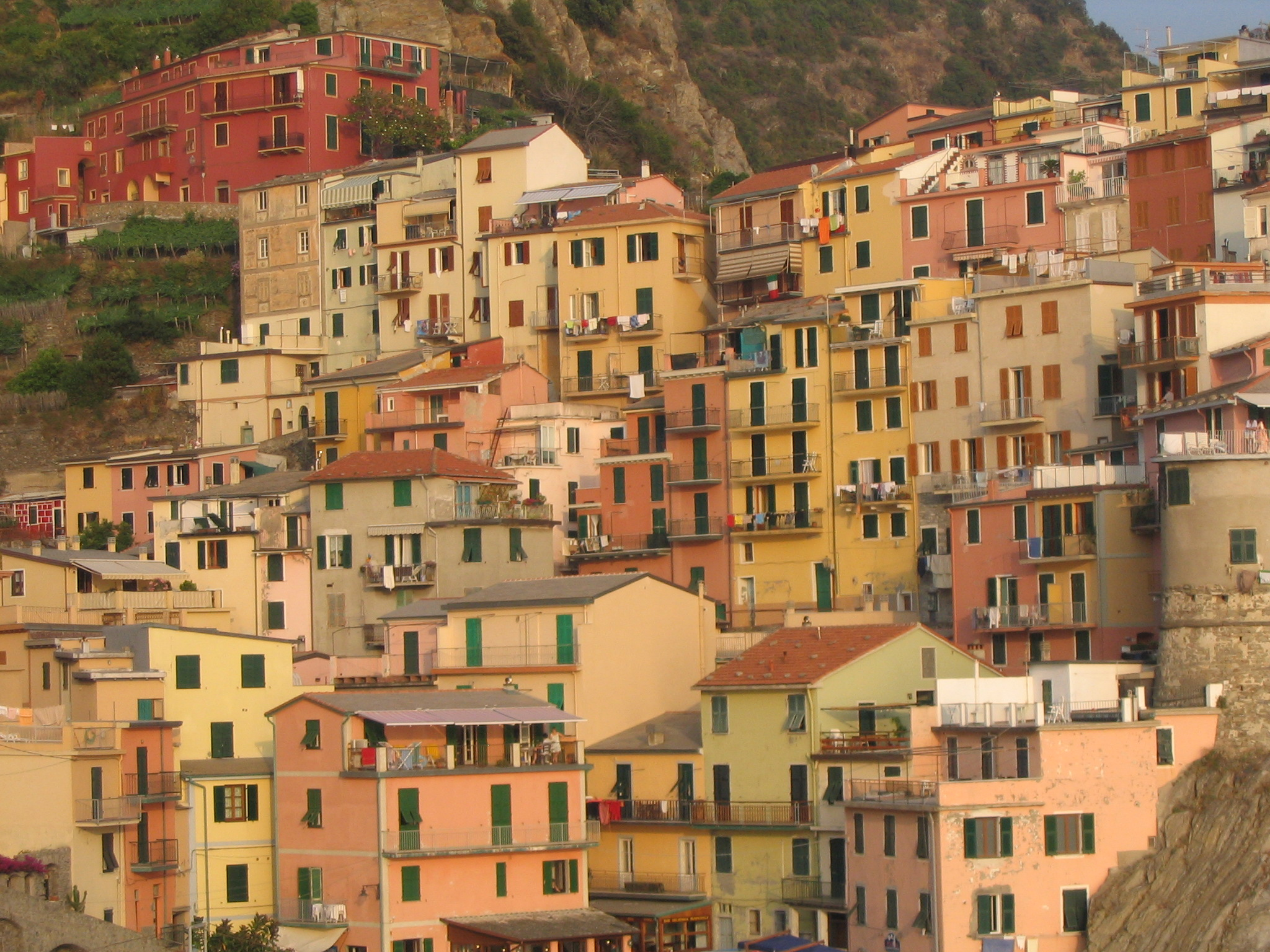
马纳罗拉的建筑

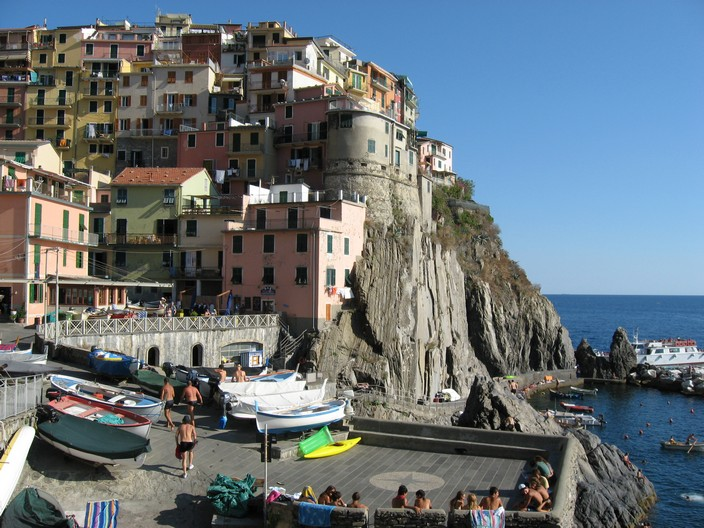
马纳罗拉

马纳罗拉（義大利語：Manarola），是意大利北部利古里亚大区拉斯佩齊亞省里奥马焦雷市镇内的村庄，著名的旅游胜地五渔村中的一个。
传统上，马纳罗拉的主要产业是捕鱼和酿酒。近年来，马纳罗拉和邻近的村镇成为热门旅游目的地，特别是在夏季。此处的名胜包括著名的爱之路（Via dell'Amore，马纳罗拉与里奥马焦雷之间的步道），以及附近的葡萄园。村里几乎所有的房屋都涂成明亮鲜艳的颜色。